# Ophiodes intermedius
Ophiodes intermedius — вид веретільницеподібних ящірок родини Diploglossidae. Мешкає в Південній Америці.

## Поширення і екологія
Ophiodes intermedius мешкають на півдні Болівії, на півночі Аргентини, в Парагваї та на заході Уругваю. Вони живуть в сухих заростях чако, в пальмових гаях і пампі, трапляються поблизу людських поселень.